# Harkskär
Harkskär är en bebyggelse i Hille socken i Gävle kommun i Gävleborgs län, Sverige. Området klassades före 2015 som en egen småort. Från 2015 klassas den som en del av tätorten Utvalnäs och Harkskär.